# Armando Nieto
Armando Nieto Vélez (Lima, 24 de octubre de 1931-Lima, 27 de marzo de 2017) fue un sacerdote jesuita, historiador y docente universitario peruano. 

## Biografía
Hijo de Manuel R. Nieto (oficial de la Marina de Guerra del Perú) y de Rosa Vélez Picasso, pertenecientes a familias notables oriundas de Moquegua.
Cursó sus estudio escolares en el Colegio de la Inmaculada de Lima (1938-1948). Ingresó luego a la Pontificia Universidad Católica del Perú, donde cursó Historia y Derecho. Se graduó de Bachiller en Derecho y Ciencias Políticas, por su tesis «El derecho a la educación y la legislación peruana en el siglo XIX»; y de Bachiller en Humanidades por su tesis «Contribución a la historia del Fidelismo en el Perú, 1808-1810» (1956).  Ese mismo año obtuvo también su título de abogado.
Por entonces, siguiendo su vocación religiosa, ingresó al noviciado de la Compañía de Jesús, con sede en Miraflores. Viajó a España, donde cursó filosofía en la Universidad de Alcalá de Henares (Madrid) (1959-1961), graduándose de bachiller. Luego cursó teología en la Universidad de Fráncfort (1961-1965), graduándose de licenciado. En la catedral de Fráncfort del Meno recibió las sagradas órdenes y ofició su primera misa solemne en la iglesia parroquial de Hausen am Main (1964).
Regresó al Perú en 1966, y cumpliendo el reglamentario periodo de magisterio, dictó lecciones de latín, griego e historia del Perú en la casa de formación de la Compañía situada en Huachipa (1966-1969).
En 1967 empezó a ejercer la docencia en la Pontificia Universidad Católica del Perú, en cuya Facultad de Letras fue profesor de Teoría de la Historia, Filosofía de la Historia y Teología de la Historia. En 1975 fue reconocido como profesor principal del departamento de Humanidades. También fue subdirector de dicha casa de estudios y director del Instituto Riva Agüero (1980-1990).
Asimismo, se desempeñó como maestro y conferencista en otros centros de enseñanza e instituciones culturales del Perú. En 1969 enseñó Historia de la Iglesia en el Seminario Arquidiocesano de Cuzco. De 1970 a 2011 fue catedrático de Historia de la Filosofía e Historia de la Iglesia en la Facultad de Teología Pontificia y Civil de Lima.
Como representante de la Asamblea Episcopal del Perú, formó parte de la Comisión Nacional del Sesquicentenario de la Independencia, a cuya Colección Documental aportó con dos volúmenes sobre La acción del clero en la Emancipación (1971-1972).
Fue miembro de número de la Sociedad Peruana de Historia, desde 1974; de la Academia Nacional de la Historia, desde 1979 (cuya presidencia ejerció de 2008 a 2015); del Centro de Estudios Histórico-Militares (cuya presidencia ejerció de 1978 a 1979); del Instituto Peruano de Investigaciones Genealógicas (del cual fue director de 1984 a 1986); del Instituto de Estudios Histórico Marítimos del Perú; de la Sociedad Bolivariana del Perú; del Instituto Sanmartiniano; y de la Sociedad Geográfica de Lima, desde 1968. En 2010 fue elegido presidente de la Academia Peruana de Historia Eclesiástica.
Falleció en Lima el 27 de marzo de 2017 a los 85 años de edad.

## Publicaciones
Ha publicado:
- Contribución a la historia del fidelismo en el Perú (1808-1810) (1960)
- Antología de la Independencia del Perú (1972), en colaboración con Félix Denegri Luna y Alberto Tauro del Pino.
- Conflicto peruano-ecuatoriano 1858-1859 (en Historia marítima del Perú; tomo VI, pp. 471-678), a base de los manuscritos preparados por Julio Jesús Elías.
- Historia del Colegio de la Inmaculada (1978)
- La Iglesia Católica en el Perú (1980)
- Francisco del Castillo, el apóstol de Lima (1992)
- La primera evangelización en el Perú: hechos y personajes (1992)
- La Iglesia (en Historia General del Perú; tomo V. Lima, Editorial Brasa, 1994, pp. 315-413).
- Cronología de la  Historia de la Iglesia del Perú, 1492-1999 (última obra). En coautorÍa con José Antonio Benito Rodríguez.[7]

## Condecoraciones
- Orden al Mérito por Servicios Distinguidos, en el grado de Gran Oficial, por el gobierno del Perú (1971).[4]
- Orden Cruz Peruana al Mérito Naval, en el grado de Gran Oficial - Distintivo Blanco, por la Marina de Guerra del Perú (2012), por estrechar los vínculos de amistad y cooperación con la Armada Peruana.[8]